# Parallelia vitiensis
Parallelia vitiensis är en fjärilsart som beskrevs av Butler 1886. Parallelia vitiensis ingår i släktet Parallelia och familjen nattflyn. Inga underarter finns listade i Catalogue of Life.